# Doxocopa cyanippe
Doxocopa cyanippe är en fjärilsart som beskrevs av Frederick DuCane Godman 1823 nymphalis. Doxocopa cyanippe ingår i släktet Doxocopa och familjen praktfjärilar. Inga underarter finns listade i Catalogue of Life.